# Insuficiență renală
Insuficiența renală (IR) se definește prin scăderea rapidă (insuficiență renală acută) sau lentă (IR cronică) a funcției renale, rezultatul fiind incapacitatea de a menține echilibrul hidroelectrolitic și de a excreta produșii azotați. Creatinina serică este un marker convenabil pentru evaluarea funcției renale: valoarea creatininei crește cu 1-1,5 mg/dl/zi (la IR acută). 
Insuficiența renală poate fi descrisă și ca o scădere a ratei de filtrare glomerulara. Probleme frecvent întâlnite în disfuncții ale rinichilor includ acidemie, concentrații anormale de potasiu, calciu, fosfat, și (pe termen lung), anemie, precum și vindecarea întârziată a oaselor rupte. Mai pot să apară hematurie și proteinurie. Pe termen lung, problemele renale pot influența alte boli, cum ar fi bolile cardiovasculare.

## Simptome
Simptomele sunt datorate de obicei azotemiei și afecțiunii de bază:
- Uremie crescută
  - Vomă, diaree, deshidratare;
  - Greață, pierdere in greutate;
  - Hematurie;
  - Revărsat pericardic, uneori tamponadă cardiacă;
  - Dureri abdominale difuze;
  - Encefalopatie, confuzie, în cazuri netratate, convulsii.
- Fosfatemie crescută
  - Crampe musculare (datorată scăderii calcemiei), parestezii, tetanii;
  - Fracturi;
  - Urticarie;
- Hiperkalemie:
  - Aritmie;
  - Paralizie musculară;
- Acumularea în exces a lichidelor:
  - Edeme ale membrelor;
  - Respirație dificilă (datorată acumulării lichidelor în plămâni);
- Scăderea producției de eritropoietină de către rinichi duce la anemie:
  - Hipotensiune, amețeală;
  - Astenie;
- Apariția și creșterea proteinuriei;
  - Edeme ale membrelor.

## Insuficiența renală acută
Insuficienta renală acută apare fie în contextul unei exacerbări a unei boli renale pre-existente, precum glomerulonefrita cronică, leziuni renale diabetice sau hipertensive, abuz de medicamente (în special calmante), sau poate fi cauzată de un eveniment acut (glomerulonefrita acută, boala autoimună, răniri, infecții , intervenție chirurgicală, sepsis, etc). Insuficiența renală acută este în cele mai multe cazuri reversibilă.
Insuficiența renală acută este o boala gravă, cu un tablou clinic variat și cu o mortalitate mare. Un tratament cauzal nu este în mod obișnuit posibil. Tratamentul constă într-o optimizare a circulației și a fluxului sanguin renal, evitând medicamentele dăunatoare rinichilor și eliminând obstacolele din calea de drenaj a tractului urinar.

## Boala Cronică de Rinichi
Boala cronică de rinichi (BCR) [Engleză : Chronic Kidney Disease (CKD)] este termenul medical actual care definește o scădere a funcției renale, indiferent de cauză, care se întinde pe o perioadă mai lungă de 3 luni de zile cu impact asupra sănătății individului. Termenul de insuficiență renală cronică care în trecut desemna această scădere cronică a funcției rinichilor este utilizat astăzi strict cu referire fazele avansate ale acestei patologii în care afectarea renala este considerată ireversibilă și progresivă.

### Cauze
Printre cauzele cele mai importante ale bolii cronice de rinichi se numără :
- Afecțiuni ereditare și congenitale (ex: boala polichistică renală, uropatia genitală obstructivă, etc.)
- Afecțiuni ale rinichiului
  - Glomerulonefrite
    - Primare
    - Secundare (în cadrul altor boli - ex: lupus eritematos sistemic, amiloidoză, glomeruloscleroză diabetică, etc.)

  - Nefrite tubulo-interstițiale
  - Nefropatia balcanică
  - Nefropatia ”la ierburi chinezești”
- Afecțiuni vasculare (ex: hipertensiunea arterială, stenoze ale arterelor renale, vasculite, etc.)
- Blocaje la nivelul tractului urinar (ex: litiază renală, afecțiuni ale prostatei, obstrucții tumorale) - în contextul obstrucției tractului urinar are loc o creștere a presiunii în amonte de sediul blocajului care în cazuri  severe poate duce la comprimarea mecanică a rinichiului (din interior spre exterior) cu afectarea funcționării acestuia

Cele mai frecvente cauze ale insuficienței renale cronice în țările dezvoltate sunt hipertensiunea arterială și diabetul zaharat tip 2 (cu nefropatie diabetica).

### Stadializarea
Există multiple sisteme de stadilaizare a bolii cronice de rinichi în uz la ora actuală sau de interes istoric, însă începând din 2012 există un curent puternic promovat în comunitatea medicală de adoptare pe scară largă a clasificării KDIGO (Kidney Disease Improving Global Outcomes) ca sistem universal de stadializare la nivel global, iar astăzi sistemul KDIGO este cea mai utilizată clasificare în majoritatea țărilor dezvoltate.
Stadializarea KDIGO a bolii cronice de rinichi presupune determinarea (prin analize medicale de laborator) celor 2 parametrii principali
- Rata de filtrare glomerulară (RFG) [Engleză : eGFR = Estimated Glomerular Filtration Rate] - utilizarea unor metaboliți (ex: creatinină, cistatina C) prezenți în urină (reabsorbiți sau secretați în cantitate neglijabilă ulterior procesului de ultrafiltrare a urnii) pentru a estima debitul de filtrare al rinichilor, indicator care reflectă cu mare fidelitate funcția renală globală.
- Albuminuria - determinarea cantității de albumină (proteină absentă din urină în condiții normale) din urina pacientului

Ghidul KDIGO 2012 recomandă estimarea RFG la adult cu ajutorul ecuației CKD-EPI (Chronic Kidney Disease Epidemiology Collaboration) 2009 care utilizează 4 variabile – concentrația creatininei serice, vârstă, sex și rasă – și ajustează GFR la suprafața corporală mL/min/1.73 m2):
RFG= 141 x min(SCr/k, 1)α x max(SCr/k, 1)–1.209 x 0.993vârstă x 1.018 [la femei] x 1.159 [la rasa neagră] 
unde SCr este creatinina serică (în mg/dL), k este o constantă egală cu 0.7 pentru femei și 0.9 pentru bărbați, α este o constantă egală cu -0.329 pentru femei și -0.411 pentru bărbați, min reprezintă minimul dintre raportulSCr/k și 1,  max reprezintă maximul  dintre raportul SCr/k și 1
În funcție de rata de filtrare glomerulară (RFG), stadializarea KDIGO pentru boala cronică de rinichi este :
| Stadiu | RFG (ml/min/1.73 m2) | Semnificație pentru funcția renală |
| ------ | -------------------- | ---------------------------------- |
| G1     | >90                  | normală (sau crescută)             |
| G2     | 60-89                | ușor scăzută                       |
| G3a    | 45-59                | ușor-moderat scăzută               |
| G3b    | 30-44                | moderat-sever scăzută              |
| G4     | 15-29                | sever scăzută                      |
| G5     | <15                  | insuficiență renală                |

În funcție de valorile albuminuriei, stadializarea KDIGO pentru boala cronică de rinichi este :
| Stadiu | Albuminurie (mg/g) | Semnificație pentru funcția renală |
| ------ | ------------------ | ---------------------------------- |
| A1     | <30                | normală sau ușor scăzută           |
| A2     | 30-300             | moderat scăzută                    |
| A3     | >300               | sever scăzută                      |

Astfel, o descriere corectă a unei boli cronice de rinichi trebuie ar trebui să precizeze etiologia, stadializarea în funcție de RFG și stadializarea în funcție de albuminurie (exemplu : boală cronică de rinichi în contextul nefropatiei diabetice G2A1)

### Complicațiile bolii cronice de rinichi

#### Modificări ale sângelui
Anemia asociată bolii cronice de rinichi (de tip normocrom normocitar) apare din cauza mai multor factori care acționează concomitent :
- Deficitul de eritropoietină produsă renal - acesta este mecanismul principal de apariție al anemiei în disfuncțiile renale cronice, eritropoietina secretată de rinichi având în organismul sănătos un rol cheie în stimularea producției de globule roșii la nivelul măduvei osoase[12]
- Pierderi de sânge - sângerări în contextul bolii renale propriu-zise, pierderi datorate multiplelor recoltări de sânge datorită numeroaselor spitalizări ale pacienților sau pierderi de sânge în procedura de hemodializă
- Afectarea măduvei osoase - prin acumularea în sânge a reziduurilor care în mod normal ar fi fost eliminate de un rinichi cu funcție normală, undele dintre ele fiind toxice pentru măduva osoasă (care este sediul producerii componentelor sângelui) sau în timp prin dezechilibre hormonale complexe (hiperparatioridism asociat bolii renale cronice)[12]
- Deficit de vitamine și minerale (fier, vitamina B12, acid folic)[16]
- Distrugerea accelerată a globulelor roșii (globulele roșii au o durată de viață mai scăzut într-un mediu bogat în uree)[17]

Tratamentul anemiei în contextul bolii cronice de rinichi este inițiat și menținut în funcție de nivelul de hemoglobină (valorile țintă ale hemoglobinei la un pacient cu boală cronică de rinichi este difererit față de cel al unei persoane sănătoase de același sex și aceași vâstă). Agenții stimulatori ai eritropoiezei sintetici (epoetina-α sau β ,darbepoetina-α) adiministrați intravenos sau subcutanat sunt utilizați ca tratament de primă intenție (acționând ca înlocuitori pentru eritropoietina proprie a organismului).Datorită creșterii semnificative a necesarului de fier al organismului în momentul adiministrării agențiilor stimulatori ai eritropoiezei se poate de asemena asocia suplimentarea cu fier intravenos.
Corecția anemiei poate contribui la calitatea vieții, crește toleranța fizică, funcția sexuală și cognitivă la pacienții dializați și scade afectarea la nivelul inimii (determină uneori regresia hipertrofiei ventriculare stângi)

#### Tulburările minerale osoase
Tulburălile minerale osoase asociate bolii cronice de rinichi (TMO-BCR) este termenul medical preferat în prezent pentru ceea ce în mod istoric se denumea osteodistrofie renală. Acesta include o gamă largă de modificări datorate dezechilibrării metabolismului mineral, printre care :
- modificări ale nivelelor calciului, fosforului, parathhormonului (PTH) și factorului de creștere al fibroblastelor 23 (FGF23, engleză : fibroblast growth factor 23)[21] - nivelul FGF23 este unul dintre cei mai de încredere parametrii independenți predictori ai mortalității asociate bolii cronice de rinichi[22]
- modificări ale metabolismului vitaminei D[21]
- diverse forme de afectare osoasă[21], cum ar fi :
  - osteomalacie (scăderea durității osoase datorată afectării componentei minerale din compoziția oaselor)
  - osteoporoză (scăderea durității osoase datorată afectării componentei organice din compoziția oaselor)
  - osteoscleroză (creșterea durității osoase limitată la nivelul țesutului osos spongios)
  - boala osoasă adinamică - stare în care atât formarea de os cât și reabsorbția sunt scăzute, iar scheletul devine inert

Tratamentrul tulburărilor minerale osoase în boala cronică de rinichi este centrat în jurul a două obiective
1. Scăderea nivelului de fosfați din sânge
  1. Restricție dietetică - dificilă, datorită numărului mare de alimente care sunt bogate în fosfați și a riscului de malnutriție proteică în cazul evitării lor stricte
  2. Chelatori de fosfor administrați în timpul meselor (ex: carbonat de calciu, acetat de calciu, carbonatul de lantan, carbonatul Sevelamer, chelatori pe bază de aluminu)
2. Menținerea unor nivele optime de calciu și parathormon
  1. Administrare de vitamina D (calcitriol =1,25-dihidroxicolecalciferol), analogi ai vitaminei D (ex: alfacalcidol) sau metaboliți ai vitaminei D (ex:22-oxacalcitriol, paricalcitol, doxercalciferol)
  2. Administrare de compuși care ”imită calciul” (calcimimetice - ex: cinacalcet, etelcalcetid)

#### Tulburări vasculare și cardiace
Calcifilaxia (cunoscută și ca arteriolopatia uremică calcificantă) o complicație rară, amenințătoare de viață în contextul bolii cronice de rinichi care apare datorită calcificării vaselor de sânge peste care se suprapun tromboze ale vaselor mici în evoluția bolii. Se manifestă prin pete durerose, plăgi și chiar escare la nivelul pielii care ulterior prezintă risc de suprainfecție (circulația compromisă la acest nivel blochează și acțiunea eficientă a sistemului imun).
Infarctul miocardic, insuficiența cardiacă, accidentele vasculare cerebrale și boala vasculară periferică sunt toate mai frecvente în rândul paciențiilor cu boală cronică de rinichi. Frecvent în cazul acestor pacienți se asociază hipertrofie ventriculară stângă. Calcificarea pereților vaselor sangvine (care duce la rigidizarea acestora) are loc și la nivelul arterelor cornariene care deservesc mușchiul cardiac.

#### Afectarea la nivelul pielii
Pruritul (=mâncărimea) este frecvent în evoluția bolii cronice de rinichi și apare pe seama a numeroși factori (acumularea produșilor reziduali, hipercalcemie,hiperfosfatemie, hiperparatiroidism, deficitul de fier). Uneori dializa inadecvată este o cauza pruritului. Totuși în cazul unor pacienți cauza pruritului este necunoscută.
Fibroza sistemică nefrogenă este o boală sistemică fibrozantă a pielii întâlnită în special la pacienții dializați. Agenții de contrast cu gadolinium (cum sunt cei utilizați la imagistica prin rezonanță nucleară RMN), care este excretat exclusiv de către rinichi, au fost implicați în apariția acestei complicații cronice. Confirmarea se face prin biopsie.

#### Tulburări digestive
- esofagită de reflux, gastrită și chiar ulcer peptic pot apărea în boala cronica de rinichi pe fondul creșterii nivelului sangvin de gastrină[27]
- pancreatită acută (și nivelele de amilază serică, principalul indicator al pancreatitei, pot fi crescute datorită incapacității renale de a elimina eficient amilaza, chiar și în absența unei afectări propriu-zise a pancreasului[28])
- constipație[29], mai ales la pacienții cu dializă peritoneală continuă.

#### Tulburări hormonale
- hiperprolactinemie, cu posibilitatea apariției galactoreei (secreție de lapte) atât la femei cât și la bărbați[30]
- scaderea nivelului seric de testosteron (cu posibila afectare a funcției erectile și a libidoului)
- ciclu menstrual neregulat, oligomenoreea sau amenoree[31]
- disfuncții în acțiunea hormonului de creștere, determinând tulburări de creștere[32]
- legarea alterată de proteinele de transport a hormonilor tiroidieni

#### Afectarea sistemului nervos
- nivelul crescut de uree la nivelul sângelui este toxic pentru creier[33], scade pragul convulsivant și poate cauza tremor
- corectarea bruscă a uremiei în procedeul de hemodializă poate cauza așa-numitul dezechilibru de dializă[34] deoarece nivelul ureei în sânge scade mai rapid decât se poate realiza echilibrul ureei în cele două compartimente separate de bariera hematoencefalică (BHE) [Engleză : Brain blood barrier (BBB)], fapt care duce la o trecere pasivă a apei din sânge în compartimentul cerebral (cauzând edem cerebral prin mecanism osmotic)
- amiloidoza cu β2-microglobulină (asociată boli cronice de rinichi) poate duce la fibroză și determina apariția sindromului de tunel carpian[35]

1. 1 2 3 4  Monarch Disease Ontology release 2018-06-29[*] Verificați valoarea |titlelink= (ajutor);
2. ↑  Disease Ontology, accesat în 15 mai 2019
3. ↑  Human Phenotype Ontology release 2018-03-08, accesat în 8 octombrie 2018
4. 1 2  International Society of Nephrology (2013). „Chapter 1: Definition, and classification of CKD” [Capitol 1 : Definiția și clasificarea BCR]. KDIGO 2012 Clinical Practice Guideline for the Evaluation and Management of Chronic Kidney Disease [KDIGO 2012 Ghid pentru practica clinică în evaluarea și gestionarea bolii cronice de rinichi] (PDF). 3. p. 19. line feed character în |titlu= la poziția 76 (ajutor)
5. 1 2 3  Adam Feather; David Randall; Mona Waterhouse (2021).  Buzoianu, Anca Dana; Azamfirei, Leonard; Gheonea, Dan Ionuț, ed. KUMAR & CLARK Medicină clinică (ed. 10). Hipocrate. p. 1392-1398. ISBN 978-606-95178-0-2.
6. ↑  „Causes of Chronic Kidney Disease - NIDDK” (în engleză). National Institute of Diabetes and Digestive and Kidney Diseases. Accesat în 22 aprilie 2023.
7. ↑  Levey, Andrew S.; Eckardt, Kai-Uwe; Dorman, Nijsje M.; Christiansen, Stacy L.; Hoorn, Ewout J.; Ingelfinger, Julie R.; Inker, Lesley A.; Levin, Adeera; Mehrotra, Rajnish (iunie 2020), „Nomenclature for kidney function and disease: report of a Kidney Disease: Improving Global Outcomes (KDIGO) Consensus Conference”, Kidney International, 97 (6), pp. 1117–1129, doi:10.1016/j.kint.2020.02.010, ISSN 0085-2538, accesat în 22 aprilie 2023
8. ↑  Levey, Andrew S.; Stevens, Lesley A.; Schmid, Christopher H.; Zhang, Yaping Lucy; Castro, Alejandro F.; Feldman, Harold I.; Kusek, John W.; Eggers, Paul; Van Lente, Frederick (5 mai 2009), „A new equation to estimate glomerular filtration rate”, Annals of Internal Medicine, 150 (9), pp. 604–612, doi:10.7326/0003-4819-150-9-200905050-00006, ISSN 1539-3704, PMC 2763564 , PMID 19414839, accesat în 22 aprilie 2023
9. ↑  Capelli, Irene; Cianciolo, Giuseppe; Gasperoni, Lorenzo; Zappulo, Fulvia; Tondolo, Francesco; Cappuccilli, Maria; La Manna, Gaetano (13 februarie 2019), „Folic Acid and Vitamin B12 Administration in CKD, Why Not?”, Nutrients, 11 (2), p. 383, doi:10.3390/nu11020383, ISSN 2072-6643, PMC 6413093 , PMID 30781775, accesat în 23 aprilie 2023
10. ↑  Ly, Joseph; Marticorena, Rosa; Donnelly, Sandra (octombrie 2004), „Red blood cell survival in chronic renal failure”, American Journal of Kidney Diseases: The Official Journal of the National Kidney Foundation, 44 (4), pp. 715–719, ISSN 1523-6838, PMID 15384023, accesat în 23 aprilie 2023
11. ↑  International Society of Nephrology (2012). „KDIGO Clinical Practice Guideline for Anemia in Chronic Kidney Disease” [KDIGO Ghid de practică clinică pentru anemia din boala cronică de rinichi]. 2 (4).
12. ↑  Shaikh, Hira; Hashmi, Muhammad F.; Aeddula, Narothama R. (2023), „Anemia Of Chronic Renal Disease”, StatPearls, StatPearls Publishing, PMID 30969693, accesat în 23 aprilie 2023
13. ↑  Akaishi, Makoto; Hiroe, Michiaki; Hada, Yoshiyuki; Suzuki, Makoto; Tsubakihara, Yoshiharu; Akizawa, Tadao; KRN321 Study Group (octombrie 2013), „Effect of anemia correction on left ventricular hypertrophy in patients with modestly high hemoglobin level and chronic kidney disease”, Journal of Cardiology, 62 (4), pp. 249–256, doi:10.1016/j.jjcc.2013.04.008, ISSN 1876-4738, PMID 23787155, accesat în 23 aprilie 2023
14. 1 2 3 4  International Society of Nephrology (2009). „KDIGO Clinical Practice Guideline for the Diagnosis, Evaluation, Prevention, and Treatment of Chronic Kidney Disease-Mineral and Bone Disorder (CKD-MBD)” [KDIGO Ghid de practică clinică pentru diagnosticul, evaluarea, prevenirea și tratamentul tulburărilor mineral osoase asociate bolii cronice de rinichi] (PDF). 76. line feed character în |titlu= la poziția 81 (ajutor)
15. ↑  Isakova, Tamara; Xie, Huiliang; Yang, Wei; Xie, Dawei; Anderson, Amanda Hyre; Scialla, Julia; Wahl, Patricia; Gutiérrez, Orlando M.; Steigerwalt, Susan (15 iunie 2011), „Fibroblast growth factor 23 and risks of mortality and end-stage renal disease in patients with chronic kidney disease”, JAMA, 305 (23), pp. 2432–2439, doi:10.1001/jama.2011.826, ISSN 1538-3598, PMC 3124770 , PMID 21673295, accesat în 23 aprilie 2023
16. ↑  Westphal, Scott G.; Plumb, Troy (2023), „Calciphylaxis”, StatPearls, StatPearls Publishing, PMID 30085562, accesat în 23 aprilie 2023
17. ↑  Warrens, Hilary; Banerjee, Debasish; Herzog, Charles A. (februarie 2022), „Cardiovascular Complications of Chronic Kidney Disease: An Introduction”, European Cardiology, 17, pp. e13, doi:10.15420/ecr.2021.54, ISSN 1758-3764, PMC 9127633 , PMID 35620357 Verificați valoarea |pmid= (ajutor), accesat în 23 aprilie 2023
18. ↑  Swarna, Sanzida S.; Aziz, Kashif; Zubair, Tayyaba; Qadir, Nida; Khan, Mehreen (28 iulie 2019), „Pruritus Associated With Chronic Kidney Disease: A Comprehensive Literature Review”, Cureus, 11 (7), pp. e5256, doi:10.7759/cureus.5256, ISSN 2168-8184, PMC 6760874 , PMID 31572641, accesat în 23 aprilie 2023
19. ↑  Shamam, Younus M.; De Jesus, Orlando (2023), „Nephrogenic Systemic Fibrosis”, StatPearls, StatPearls Publishing, PMID 33620831, accesat în 23 aprilie 2023
20. ↑  Kes, P. (1992), „Serum gastrin concentration in chronic renal failure”, Acta Medica Croatica: Casopis Hravatske Akademije Medicinskih Znanosti, 46 (1), pp. 47–58, ISSN 1330-0164, PMID 1380359, accesat în 23 aprilie 2023
21. ↑  Jiang, Chaw-Fung; Ng, Kam-Wing; Tan, So-Wan; Wu, Chiang-Shui; Chen, Hsueh-Chuan; Liang, Chung-Ting; Chen, Yone-Hwe (februarie 2002), „Serum level of amylase and lipase in various stages of chronic renal insufficiency”, Zhonghua Yi Xue Za Zhi = Chinese Medical Journal; Free China Ed, 65 (2), pp. 49–54, ISSN 0578-1337, PMID 12014357, accesat în 23 aprilie 2023
22. ↑  Sumida, Keiichi; Yamagata, Kunihiro; Kovesdy, Csaba P. (februarie 2020), „Constipation in CKD”, Kidney International Reports, 5 (2), pp. 121–134, doi:10.1016/j.ekir.2019.11.002, ISSN 2468-0249, PMC 7000799 , PMID 32043026, accesat în 23 aprilie 2023
23. ↑  Hou, Susan H.; Grossman, Susan; Molitch, Mark E. (octombrie 1985), „Hyperprolactinemia in Patients With Renal Insufficiency and Chronic Renal Failure Requiring Hemodialysis or Chronic Ambulatory Peritoneal Dialysis”, American Journal of Kidney Diseases, 6 (4), pp. 245–249, doi:10.1016/s0272-6386(85)80181-5, ISSN 0272-6386, accesat în 23 aprilie 2023
24. ↑  Chang, Danica H.; Dumanski, Sandra M.; Ahmed, Sofia B. (februarie 2022), „Female Reproductive and Gynecologic Considerations in Chronic Kidney Disease: Adolescence and Young Adulthood”, Kidney International Reports, 7 (2), pp. 152–164, doi:10.1016/j.ekir.2021.11.003, ISSN 2468-0249, PMC 8820991 , PMID 35155855 Verificați valoarea |pmid= (ajutor), accesat în 23 aprilie 2023
25. ↑  Drube, Jens; Wan, Mandy; Bonthuis, Marjolein; Wühl, Elke; Bacchetta, Justine; Santos, Fernando; Grenda, Ryszard; Edefonti, Alberto; Harambat, Jerome (septembrie 2019), „Clinical practice recommendations for growth hormone treatment in children with chronic kidney disease”, Nature Reviews Nephrology (în engleză), 15 (9), pp. 577–589, doi:10.1038/s41581-019-0161-4, ISSN 1759-507X, accesat în 23 aprilie 2023
26. ↑  Olano, Claudia G.; Akram, Sami M.; Bhatt, Harshil (2023), „Uremic Encephalopathy”, StatPearls, StatPearls Publishing, PMID 33231997, accesat în 23 aprilie 2023
27. ↑  Bhandari, Binita; Komanduri, Saketram (2023), „Dialysis Disequilibrium Syndrome”, StatPearls, StatPearls Publishing, PMID 32644444, accesat în 23 aprilie 2023
28. ↑  Kwon, Hee-Kyu; Pyun, Sung-Bom; Cho, Won Yong; Boo, Chang Su (septembrie 2011), „Carpal tunnel syndrome and peripheral polyneuropathy in patients with end stage kidney disease”, Journal of Korean Medical Science, 26 (9), pp. 1227–1230, doi:10.3346/jkms.2011.26.9.1227, ISSN 1598-6357, PMC 3172662 , PMID 21935280, accesat în 23 aprilie 2023